# Дајрон Роблес
Дајрон Роблес (шп. Dayron Robles; Гвантанамо, 19. новембар 1986) је кубански атлетичар који се такмичи у трчању на 110 метара са препонама. Он је бивши светски рекордер у овој дисциплини са резултатом од 12,87 секунди, постигнутим на атлетском митингу у Острави 12. јуна 2008. Рекорд је био актуелан до 7. септембра 2012 када га је оборио американац Аријес Мерит са резултатом од 12,80 секунди.
Победио је на Олимпијским играма 2008. у Пекингу са резултатом 12,93 секунди, што је било више од 0,2 секунде боље од другопласираног.
На Светском првенству 2011. у Тегуу, Роблес је победио, али је дисквалификован због ометања конкурента Љу Сјанга.

## Успеси
- златна медаља - Летње олимпијске игре 2008.

## Светски рекорди
- 12,87 секунди, 2008. Острава